# Bram Cohen

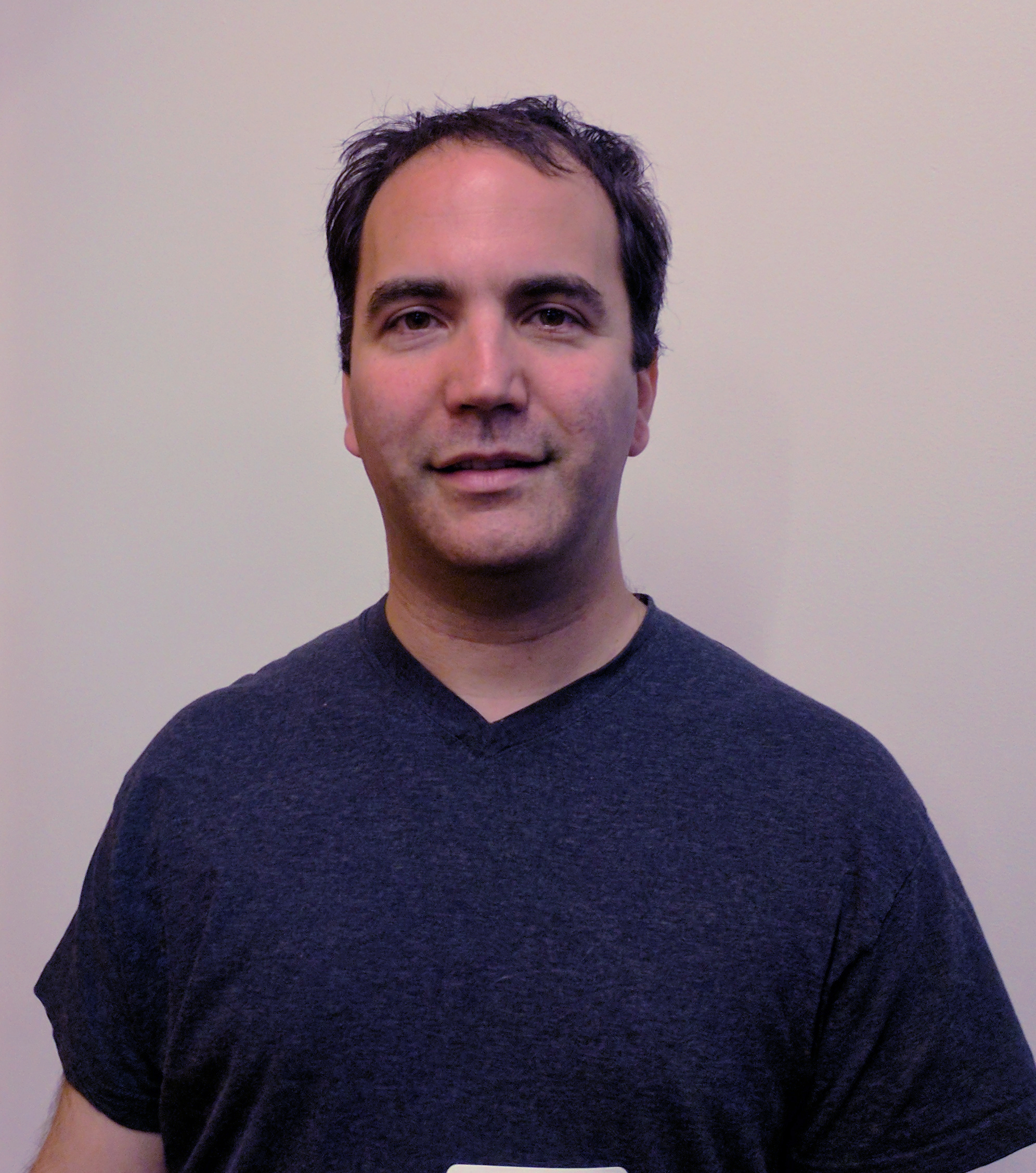
Bram Cohen, 2017

Bram Cohen (1975) is een Amerikaanse computerprogrammeur, bekend van BitTorrent. Hij is ook de mede-oprichter van CodeCon, een conferentie voor hackers, en de auteur van Codeville.

## Biografie
Cohen groeide op in Manhattan. Hij leerde op 5-jarige leeftijd de programmeertaal BASIC op de Timex Sinclair. In 1993 behaalde hij een diploma aan de Stuyvesant High School en ging daarna studeren aan de universiteit van Buffalo. Hij stopte halverwege de jaren negentig met zijn studie om voor verschillende internetbedrijven te gaan werken. Het laatste bedrijf was MojoNation. Bij MojoNation werkte hij samen met Jim McCoy aan een ambitieus project. MojoNation stelt mensen in staat om vertrouwelijke bestanden in gecodeerde brokken te verdelen en die stukken over meerdere computers, die hun software draaien, te verdelen. Als iemand een exemplaar van dit gecodeerde bestand wil downloaden, moet dat vanaf veel computers gelijktijdig gebeuren. Dit concept, dacht Cohen, was perfect voor een peer-to-peer programma. Tot dan toe gebruikten peer-to-peer programma's, zoals KaZaA, vaak maar één bron waardoor het downloaden van een bestand lang duurt.  
In april 2001 stopte Cohen met MojoNation en begon hij aan BitTorrent. Cohen onthulde zijn nieuwe ideeën op de eerste CodeCon conferentie. Hij organiseerde dit met zijn kamergenoot Len Sassaman, nadat ze beiden ontgoocheld waren door de al bestaande technologieconferenties. De CodeCon conferentie is tegenwoordig toonaangevend voor vernieuwende software. De presentatie over BitTorrent blijft echter de beroemdste presentatie.
In de zomer van 2002 verzamelde Cohen vrije pornografie om de mensen te verleiden om de bètaversie  van BitTorrent te gebruiken. Het programma werd meteen omarmd door Linux-gebruikers die hun enorme collectie open-sourcesoftware wilden ruilen. Echt bekend (en berucht) werd BitTorrent door de mogelijkheid om snel muziek- en filmbestanden te delen. Cohen claimt dat hij zelf nooit het auteursrecht heeft overtreden met zijn software. Eind 2005 sloot Cohen een overeenkomst met de MPAA om alle links naar illegale bestanden te verwijderen van de officiële BitTorrent website. 
Eind 2003 werd Cohen ingehuurd door Valve Software om aan hun digitaal distributiesysteem Steam te werken. Begin 2005 werkt Cohen niet meer bij Valve Software. Zijn primaire bron van inkomsten zijn schenkingen van BitTorrent-gebruikers.
Cohen zegt, op basis van een zelfdiagnose, dat hij het syndroom van Asperger heeft. Dit verklaart volgens hem zijn grote concentratievermogen en de moeilijkheid voor hem om met andere mensen te communiceren. Hij leeft momenteel in San Francisco met zijn vrouw Jenna en zijn kinderen.